# Campeonato Sub-20 de la OFC 1986
El Campeonato Sub-20 de la OFC 1986 se llevó a cabo en Auckland, Nueva Zelanda del 17 al 26 de octubre y contó con la participación de 5 selecciones juveniles de Asia y Oceanía.
Australia se proclamó campeón por cuarta ocasión tras ser quien sumó más puntos durante el torneo.

## Participantes
| - Australia - Fiyi | - Israel - Nueva Zelanda (anfitrión) | - Taiwán |

## Fase final
| País          | J | G | E | P | GF | GC | GD  | Pts |
| ------------- | - | - | - | - | -- | -- | --- | --- |
| Australia     | 4 | 3 | 1 | 0 | 16 | 1  | +15 | 7   |
| Israel        | 4 | 2 | 2 | 0 | 11 | 3  | +8  | 6   |
| Nueva Zelanda | 4 | 0 | 3 | 1 | 1  | 4  | –3  | 3   |
| Taiwán        | 4 | 0 | 2 | 2 | 4  | 13 | –9  | 2   |
| Fiyi          | 4 | 0 | 2 | 2 | 3  | 14 | –11 | 2   |

| 17 de octubre | Australia     | 7–0 | Fiyi          |
|               | Israel        | 1–1 | Nueva Zelanda |
| 19 de octubre | Fiyi          | 3–3 | Taiwán        |
|               | Australia     | 1–1 | Israel        |
| 21 de octubre | Fiyi          | 0–4 | Israel        |
|               | Taiwán        | 0–0 | Nueva Zelanda |
| 23 de octubre | Nueva Zelanda | 0–0 | Fiyi          |
|               | Australia     | 5–0 | Taiwán        |
| 26 de octubre | Israel        | 5–1 | Taiwán        |
|               | Nueva Zelanda | 0–3 | Australia     |

## Campeón
| Campeonato Sub-20 de la OFC 1986 |
| -------------------------------- |
| Bandera de Australia             |
| Australia 4º Título              |

## Clasificados al Mundial Sub-20
Australia